# Brachymis variolosa
Brachymis variolosa är en skalbaggsart som beskrevs av Brenske 1897. Brachymis variolosa ingår i släktet Brachymis och familjen Melolonthidae. Inga underarter finns listade.